# Kanton Sannois
Kanton Sannois (fr. Canton de Sannois) byl francouzský kanton v departementu Val-d'Oise v regionu Île-de-France. Tvořilo ho pouze město Sannois. Zrušen byl po reformě kantonů 2014.